# Torneo Esperanzas de Toulon de 2000
El torneo de fútbol Torneo Esperanzas de Toulon de 2000, se disputó del 25 de mayo al 3 de junio del 2000, fue la edición n.º 28 del certamen en el cual participaron 8 equipos en la modalidad de sub-21 y en el que la selección Colombia obtuvo su segundo título consecutivo al vencer a Portugal en la final luego de definición por penaltis.

## Ciudades
Los partidos se disputaron en nueve ciudades: Arlés, Aubagne, Istres, La Seyne-sur-Mer, Le Pontet, Manosque, Nimes, Six-Fours-les-Plages y Toulon.

## Participantes
Si bien el torneo nunca ha tenido un sistema de clasificación previa, esta edición contó con la participación de algunas selecciones destacadas en los campeonatos mundiales y continentales.
- Portugal (campeona del Campeonato Europeo de la UEFA Sub-19 de 1999)
- Irlanda (campeona del Campeonato Europeo de la UEFA Sub-19 de 1998)
- Colombia (campeona del Torneo Esperanzas de Toulon de 1999)
- Italia (subcampeona del Campeonato Europeo de la UEFA Sub-19 de 1999)
- Japón (subcampeona de la Copa Mundial de Fútbol Sub-20 de 1999)
- México (3.er lugar del Torneo Esperanzas de Toulon de 1999)
- Ghana (3.er lugar de la Copa Mundial de Fútbol Sub-17 de 1999)

## Partidos
Leyenda: ptos.: puntos; PJ: partidos jugados; PG: partidos ganados; PE: partidos empatados; PP: partidos perdidos; GF: goles a favor; GC: goles en contra; dif.: diferencia de goles.

### Grupo A
| Equipo   | Ptos. | PJ | PG | PE | PP | GF | GC | Dif. |
| -------- | ----- | -- | -- | -- | -- | -- | -- | ---- |
| Colombia | 7     | 3  | 2  | 1  | 0  | 7  | 3  | +4   |
| Portugal | 5     | 3  | 1  | 2  | 0  | 6  | 3  | +3   |
| Irlanda  | 3     | 3  | 1  | 0  | 2  | 2  | 4  | –2   |
| Ghana    | 1     | 3  | 0  | 1  | 2  | 2  | 7  | –5   |

| 25 de mayo de 2000 | Portugal | 1:1 | Ghana |  |  |

| 25 de mayo de 2000 | Irlanda | 0:1 | Colombia |  |  |

| 27 de mayo de 2000 | Colombia | 2:2 | Portugal |  |  |

| 27 de mayo de 2000 | Irlanda | 2:0 | Ghana |  |  |

| 29 de mayo de 2000 | Portugal | 3:0 | Irlanda |  |  |

| 29 de mayo de 2000 | Colombia | 4:1 | Ghana |  |  |

### Grupo B
| Equipo          | Ptos. | PJ | PG | PE | PP | GF | GC | Dif. |
| --------------- | ----- | -- | -- | -- | -- | -- | -- | ---- |
| Italia          | 9     | 3  | 3  | 0  | 0  | 4  | 0  | +4   |
| Costa de Marfil | 4     | 3  | 1  | 1  | 1  | 3  | 3  | 0    |
| Japón           | 2     | 3  | 0  | 2  | 1  | 3  | 5  | –2   |
| México          | 1     | 3  | 0  | 1  | 2  | 1  | 3  | –2   |

| 26 de mayo de 2000 | Japón | 1:1 | México |  |  |

| 26 de mayo de 2000 | Italia | 1:0 | Costa de Marfil |  |  |

| 28 de mayo de 2000 | Costa de Marfil | 1:0 | México |  |  |

| 28 de mayo de 2000 | Italia | 2:0 | Japón |  |  |

| 30 de mayo de 2000 | Costa de Marfil | 2:2 | Japón |  |  |

| 30 de mayo de 2000 | Italia | 1:0 | México |  |  |

### Segunda fase
|  | Semifinales        | Semifinales        |       |                    | Final              | Final |  |
|  |                    |                    |       |                    |                    |       |  |
|  |                    |                    |       |                    |                    |       |  |
|  | 1 de junio, Istres |                    |       |                    |                    |       |  |
|  | Colombia           | 3                  |       |                    |                    |       |  |
|  | Costa de Marfil    | 1                  |       |                    |                    |       |  |
|  |                    |                    |       |                    |                    |       |  |
|  |                    |                    |       |                    | 3 de junio, Toulon |       |  |
|  |                    |                    |       |                    | Colombia           | 1 (3) |  |
|  |                    | Portugal           | 1 (1) |                    |                    |       |  |
|  |                    |                    |       |                    |                    |       |  |
|  |                    |                    |       |                    |                    |       |  |
|  |                    |                    |       |                    | Tercer lugar       |       |  |
|  | 1 de junio, Istres | 1 de junio, Istres |       | 3 de junio, Toulon | 3 de junio, Toulon |       |  |
|  | Italia             | 0 (3)              |       | Italia             | 1                  |       |  |
|  | Portugal           | 0 (5)              |       |                    | Costa de Marfil    | 0     |  |

### Semifinales
| 1 de junio de 2000 | Colombia | 3:1 | Costa de Marfil |  |  |

| 15 de junio de 2000 | Italia | 1:1 (3:5) | Portugal |  |  |

### Tercer lugar
| 3 de junio de 2000 | Italia | 1:0 | Costa de Marfil | Stade Mayol, Toulon |  |

### Final
| 3 de junio de 2000 | Colombia    | 1:1 (3:1) | Portugal   | Stade Mayol, Toulon                           |                                               |
|                    | Palacio 38' |           | Correia 7' | Árbitro(s): Mario Van der Ende (Países Bajos) | Árbitro(s): Mario Van der Ende (Países Bajos) |

|                     |
| Bandera de Colombia |
| Campeón             |
| Colombia            |
| 2.º título          |

## Estadísticas
| Equipo | Equipo          | Ptos. | PJ | PG | PE | PP | GF | GC | Dif. |
| ------ | --------------- | ----- | -- | -- | -- | -- | -- | -- | ---- |
| 1      | Colombia        | 11    | 5  | 3  | 2  | 0  | 11 | 5  | +6   |
| 2      | Portugal        | 7     | 5  | 1  | 4  | 0  | 7  | 4  | +3   |
| 3      | Italia          | 13    | 5  | 4  | 0  | 1  | 5  | 0  | +5   |
| 4      | Costa de Marfil | 4     | 5  | 1  | 1  | 3  | 4  | 7  | –3   |
| 5      | Irlanda         | 3     | 3  | 1  | 0  | 2  | 2  | 4  | –2   |
| 6      | Japón           | 2     | 3  | 0  | 2  | 1  | 3  | 5  | –2   |
| 7      | México          | 1     | 3  | 0  | 1  | 2  | 1  | 3  | –2   |
| 8      | Ghana           | 1     | 3  | 0  | 1  | 2  | 2  | 7  | –5   |

## Premios
Como es costumbre el torneo otorgó un gran número de premios a diferentes jugadores exaltando sus cualidades deportivas.
| Premio                     | País            | Jugador        |
| -------------------------- | --------------- | -------------- |
| Mejor jugador              | Colombia        | Tressor Moreno |
| Jugador + Elegante         | Portugal        | Ednilson       |
| Jugador + Cortés           | Italia          | Enzo Maresca   |
| Mejor arquero              | Portugal        | Sergio Leite   |
| Premio Especial            | Costa de Marfil | Venance Zézé   |
| Goleador                   | Colombia        | Tressor Moreno |
| Trofeo Finalista más joven | Portugal        | Ednilson       |
| Copa de la Amistad         | Colombia        | Diego Álvarez  |
| Juego limpio               | Japón           |                |